# Economia da Coreia do Sul
A economia da Coreia do Sul é a quarta maior economia da Ásia e a décima-primeira maior do mundo. Possui uma economia mista dominado por conglomerados liderados por famílias conhecidas a como chaebols, contudo, sua dominância está declinando e perdendo força. A Coreia do Sul foi de um dos países mais pobres do mundo (década de 1950 e 60) até se tornar uma nação desenvolvida e de alta renda em apenas uma geração (particularmente a partir da década de 1980). Este avanço econômico repentino, conhecido como 'Milagre do Rio Han', tornou o país um dos polos industriais e tecnológicos do mundo, com uma economia diversificada e avançada. Analistas colocam a Coreia do Sul na lista conhecida como "Próximos Onze", como um dos países que irão se tornar protagonistas no cenário econômico mundial em meados do século XXI.

## História
O crescimento econômico da Coreia do Sul nos últimos 30 anos foi espetacular. O PIB per capita, que era apenas de US$ 100 em 1963, chegou a quase US$ 9.800 em 2002. Nas décadas de 1960 e 1980, a Coreia do Sul seguiu uma política econômica protecionista. A maioria dos produtos importados é proibida, o sistema financeiro é nacionalizado, planos quinquenais são adotados, o governo toma muito pouco emprestado e o investimento estrangeiro não é incentivado. A reforma agrária levou à expropriação de grandes propriedades japonesas sem compensação e a terra foi dividida em pequenas parcelas. No entanto, os agricultores eram legalmente obrigados a vender a sua produção a preços baixos, deixando-os na pobreza.
Devido ao contexto da Guerra Fria e à sua localização geográfica, a Coreia do Sul foi particularmente favorecida pelos Estados Unidos, que lhe concederam uma forte assistência económica anual. A ponta de lança da política governamental foi a criação do chaebol; esses conglomerados familiares (Hyundai, Samsung, LG Group, etc.) beneficiaram de subsídios públicos, proteção da concorrência internacional, terras disponibilizadas a eles, baixa tributação e normas específicas. O governo não reconhece um salário mínimo ou férias semanais, e os dias de trabalho são de 12 horas. Além disso, os sindicatos e as greves são proibidos. Na década de 1980, a semana de trabalho de um trabalhador sul-coreano foi a mais longa do mundo.
Chaebol são por vezes considerados como "colossos com pés de barro"; sobreendividados, sobrevivem apenas com o apoio infalível do sistema bancário e do governo. Este conluio entre empresas, governos e altos funcionários gerou um nível muito elevado de corrupção. Assim, o general Roh Tae-woo (no poder de 1988 a 1993), recebeu US$ 650 milhões em subornos e o escândalo Choi Soon-sil causou a queda do governo em 2016. Além disso, os chaebol são prejudicados pela sua dependência tecnológica de países estrangeiros, levando-os a praticar uma política sistemática de espionagem tecnológica e industrial.
O sucesso econômico do país se deve a um sistema de laços íntimos desenvolvidos entre o governo e a iniciativa privada, que inclui crédito facilitado, restrição a importações, subsídios a determinados setores e incentivo ao trabalho.
As reformas começaram na década de 1960, com Park Chunghee, que praticou reformas econômicas com ênfase na exportação e desenvolvimento de indústrias leves. O governo também promoveu uma reforma financeira, ajustando as instituições, e introduziu planos econômicos flexíveis. Nos anos da década de 1970 a Coreia do Sul começou a destinar recursos para a indústria pesada e indústria química, bem como as indústrias eletrônica e de automóveis. A indústria continuou seu rápido desenvolvimento na década de 1980 e começo da década seguinte.
O país é o 24º no ranking de competitividade do Fórum Econômico Mundial.
Em 21 de janeiro de 2014, ocorreu a detenção de um funcionário de uma empresa de estudos de solvência, a Korea Credit Bureau (KCB), suspeito de ter roubado as informações pessoais de clientes de três empresas emissoras de cartões de crédito. Tal notícia provocou um pânico generalizado no país, fazendo com que mais de 1,15 milhão de pessoas cancelassem seus cartões de crédito e com que 9 milhões de usuários consultassem suas contas na internet para ver se estavam entre as vítimas de roubo de informações bancárias sigilosas. A presidente Park Geun-Hye pediu pessoalmente à justiça sanções exemplares para os ladrões de dados. As três sociedades de crédito em foco se comprometeram a cobrir as eventuais perdas financeiras de seus clientes.

## Setor Primário

### Agricultura
A Coreia do Sul produziu, em 2018:

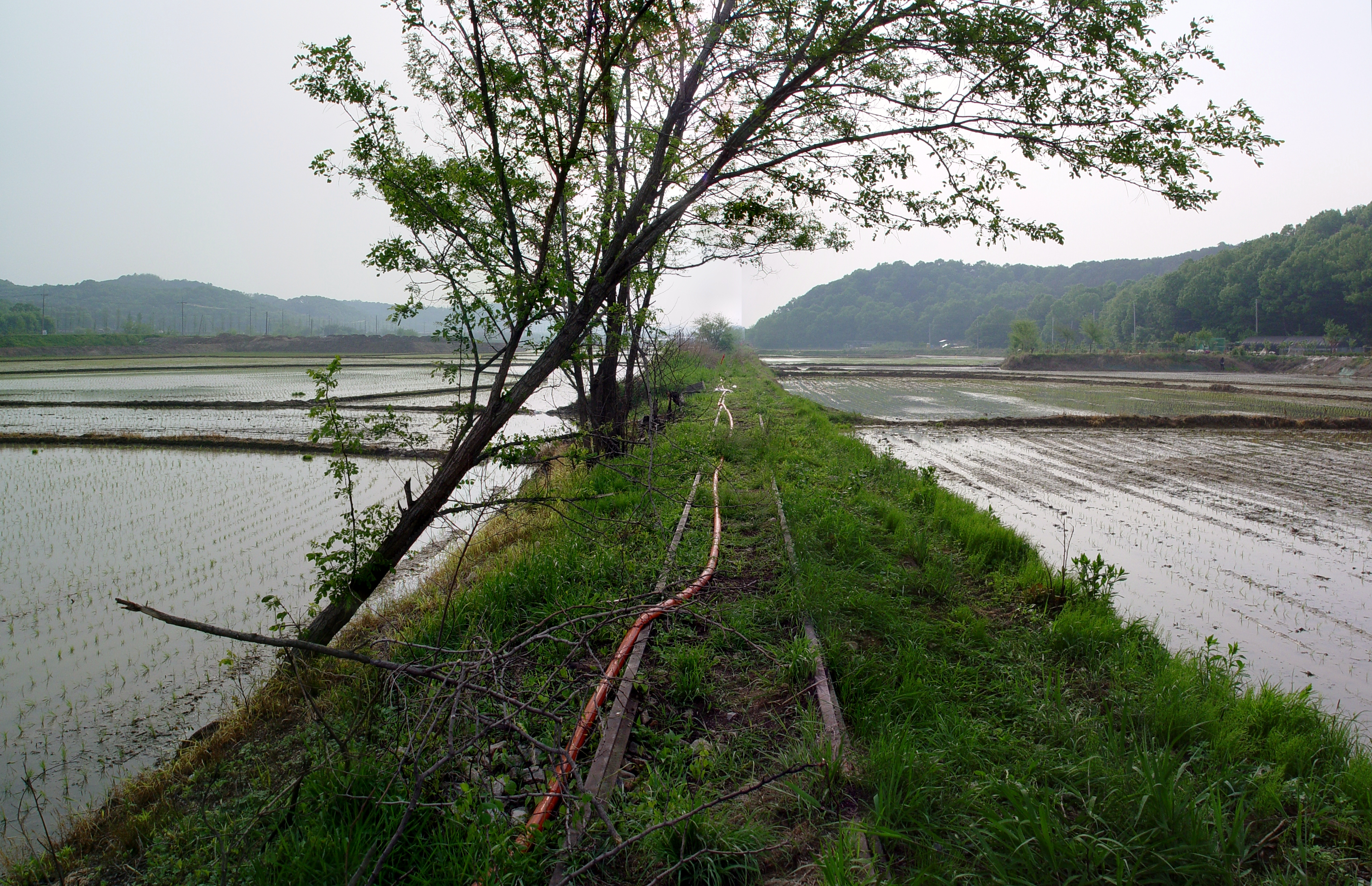
Campos de arroz em Yacheon-ri

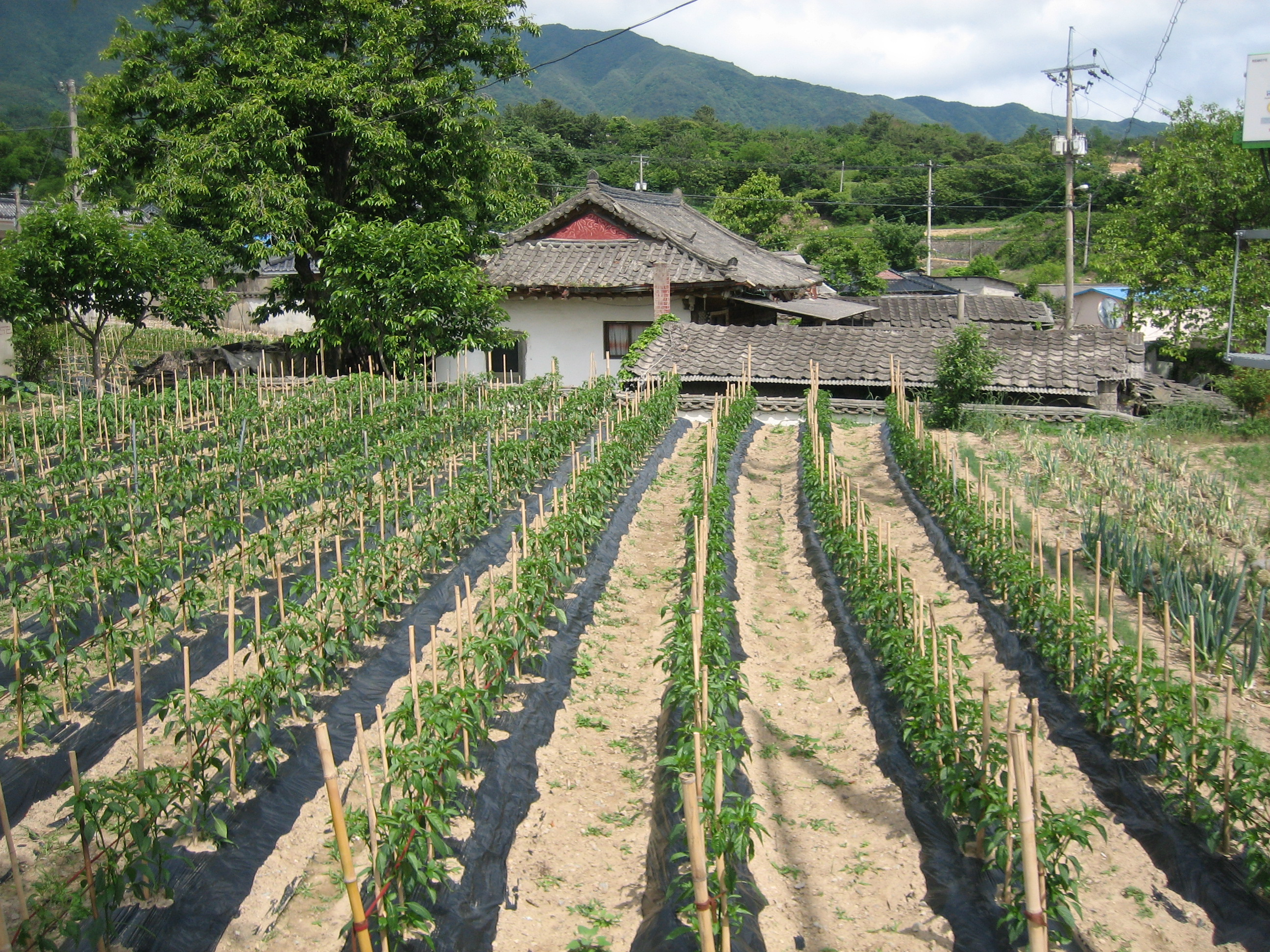
Legumes em Gyeongju

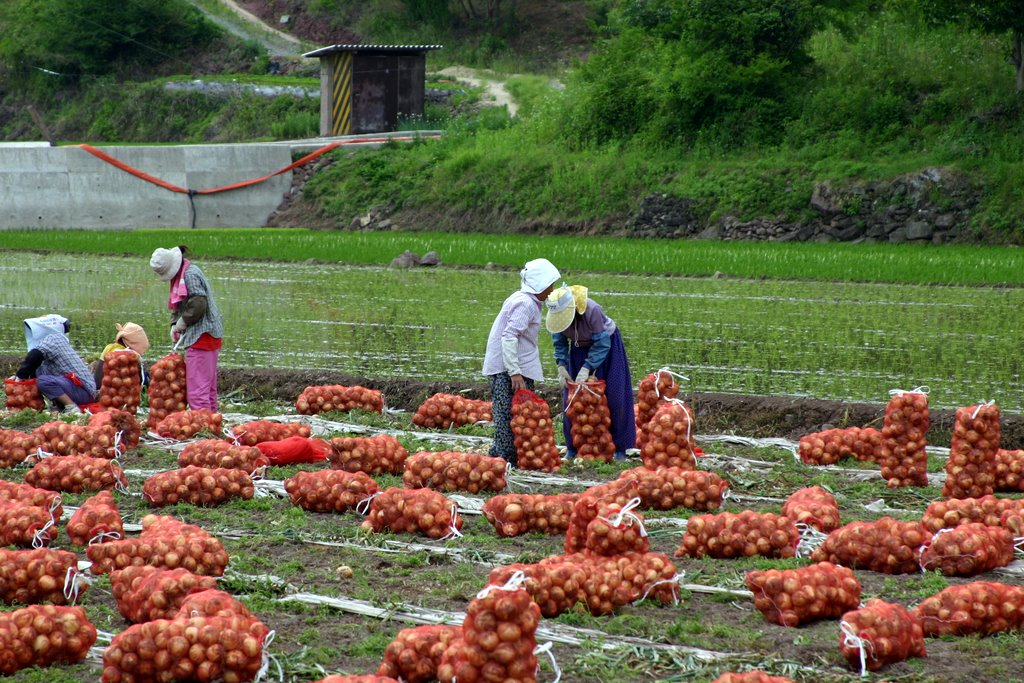
Cebolas em Andong

- 5,1 milhões de toneladas de arroz (15º maior produtor do mundo);
- 3,3 milhões de toneladas de legume;
- 2,5 milhões de toneladas de repolho (4º maior produtor do mundo, perdendo apenas para China, Índia e Rússia);
- 1,5 milhão de toneladas de cebola (13º maior produtor do mundo);
- 646 mil toneladas de tangerina;
- 553 mil toneladas de batata;
- 534 mil toneladas de melancia;
- 475 mil toneladas de maçã;
- 346 mil toneladas de caqui (3º maior produtor do mundo, perdendo apenas para China e Espanha);
- 344 mil toneladas de tomate;
- 333 mil toneladas de pepino;
- 331 mil toneladas de alho;
- 321 mil toneladas de abóbora;
- 314 mil toneladas de batata-doce;
- 230 mil toneladas de pimentão;
- 213 mil toneladas de morango (7º maior produtor do mundo);
- 205 mil toneladas de pêssego;
- 203 mil toneladas de pêra;
- 177 mil toneladas de uva;
- 167 mil toneladas de melão;

Além de produções menores de outros produtos agrícolas.

### Pecuária

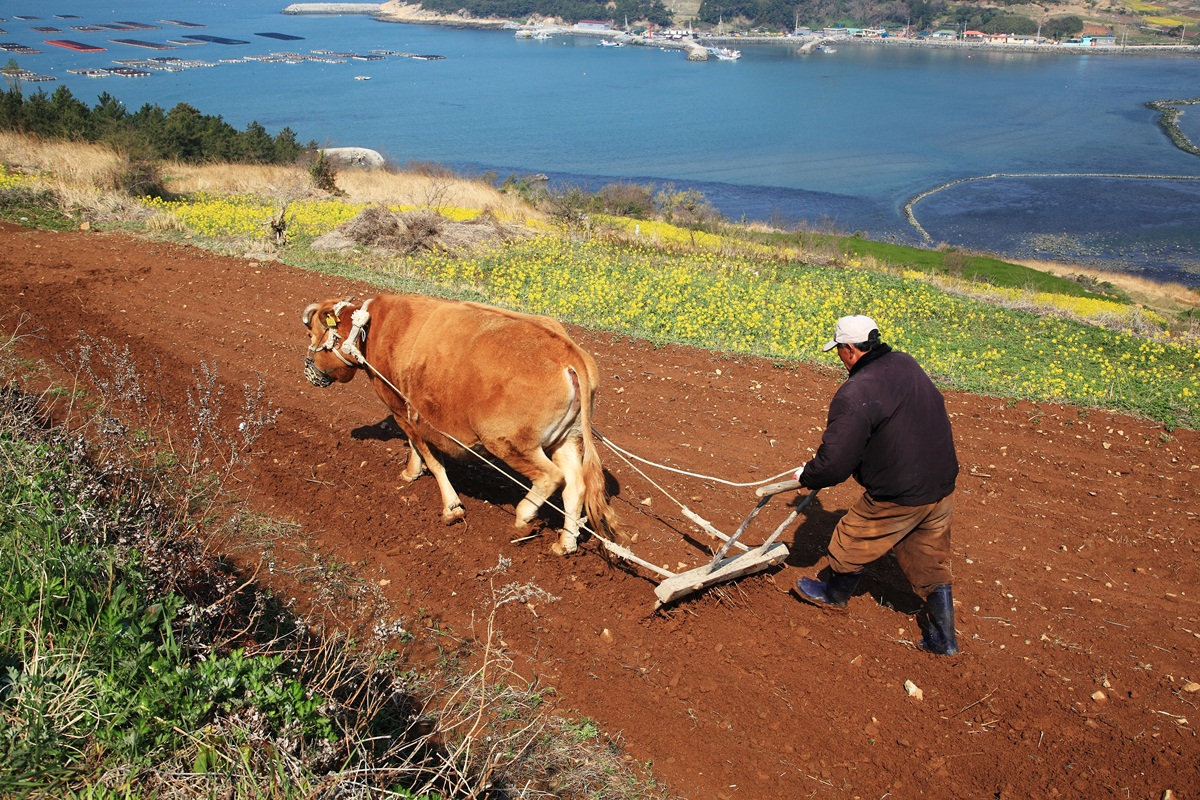
Bovinos tipo Hanu na Coreia do Sul

Na pecuária, a Coreia do Sul foi, em 2019, o 16º maior produtor mundial de carne suína, com uma produção de 1,3 milhões de toneladas; o 32º maior produtor mundial de carne de frango, com uma produção de 856 mil toneladas; o 14º maior produtor mundial de mel, com uma produção de 29,5 mil toneladas; além de ter produções de carne bovina (256 mil toneladas), de leite de vaca (1,8 bilhões de litros), entre outros.
Por ser um país de pequeno território e voltado á produção industrial e tecnológica, a Coreia do Sul é, de modo geral, um grande importador de comida, precisando importar vários produtos agropecuários de outros países.

## Setor Secundário

### Mineração e energia

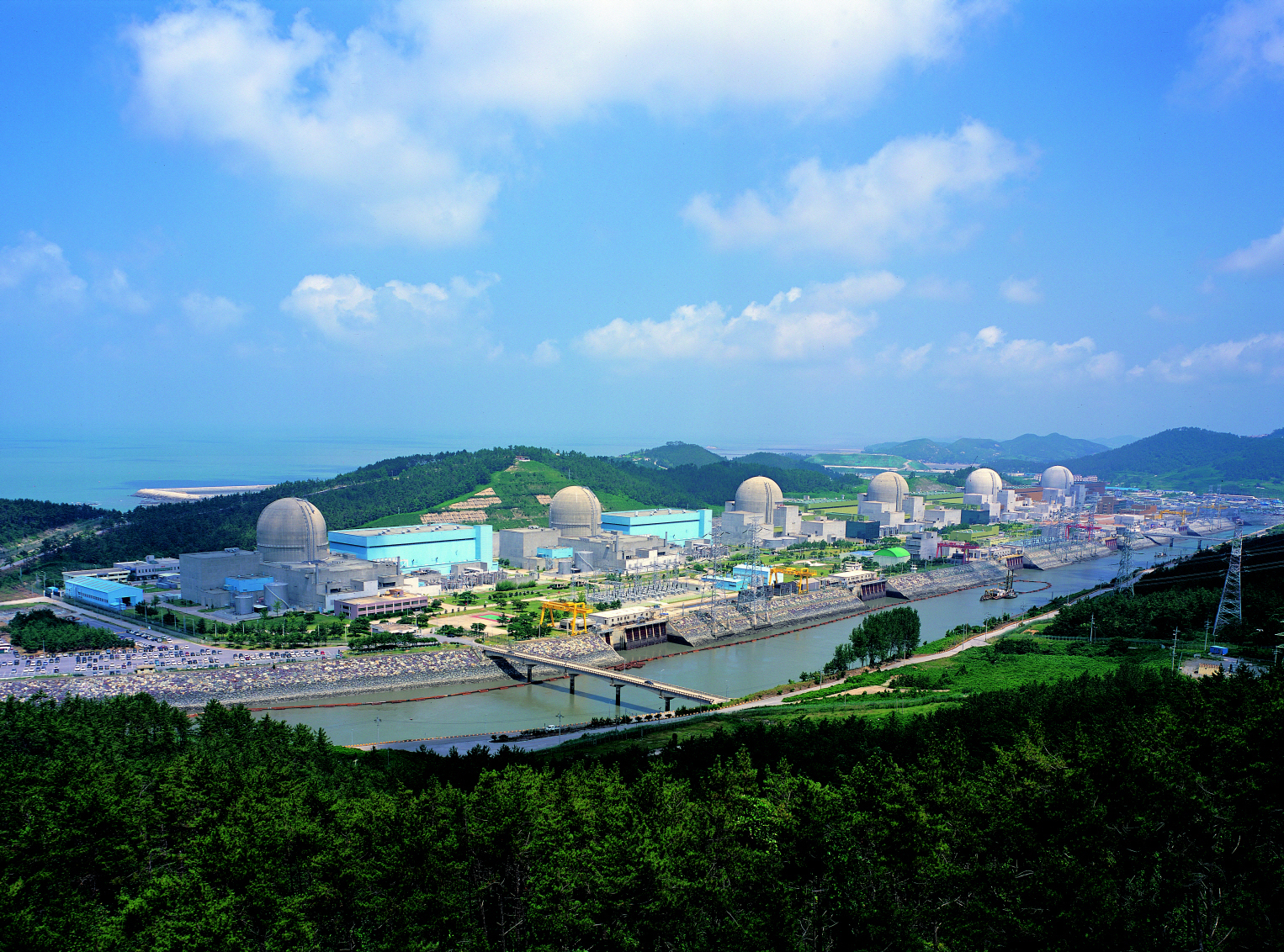
Usinas atômicas na Coreia do Sul

Nas energias não-renováveis, em 2020, o país não produzia petróleo. Em 2019, o país consumia 2,7 milhões de barris/dia (7º maior consumidor do mundo). O país foi o 5º maior importador de petróleo do mundo em 2016 (2,9 milhões de barris/dia). Em 2015, a Coreia do Sul era o 77º maior produtor mundial de gás natural, com uma produção quase nula. O país era o 5º maior importador do mundo de gás natural em 2018: 51,8 bilhões de m³ ao ano. Na produção de carvão, o país foi o 39º maior do mundo em 2018: 1,7 milhões de toneladas. Foi o 4º maior importador de carvão do mundo em 2018: 149 milhões de toneladas. A Coreia do Sul também é o 6º país que mais possui usinas atômicas em seu território: em 2019 haviam 24 usinas, com uma potência instalada de 23,1 GW.
Nas energias renováveis, em 2020, a Coreia do Sul era o 30º maior produtor de energia eólica do mundo, com 1,6 GW de potência instalada, e o 9º maior produtor de energia solar do mundo, com 14,5 GW de potência instalada.
Na mineração, em 2019, a Coreia do Sul foi o 3º maior produtor mundial de bismuto, o 4º maior produtor mundial de rênio, e o 10º maior produtor mundial de enxofre.

### Indústria

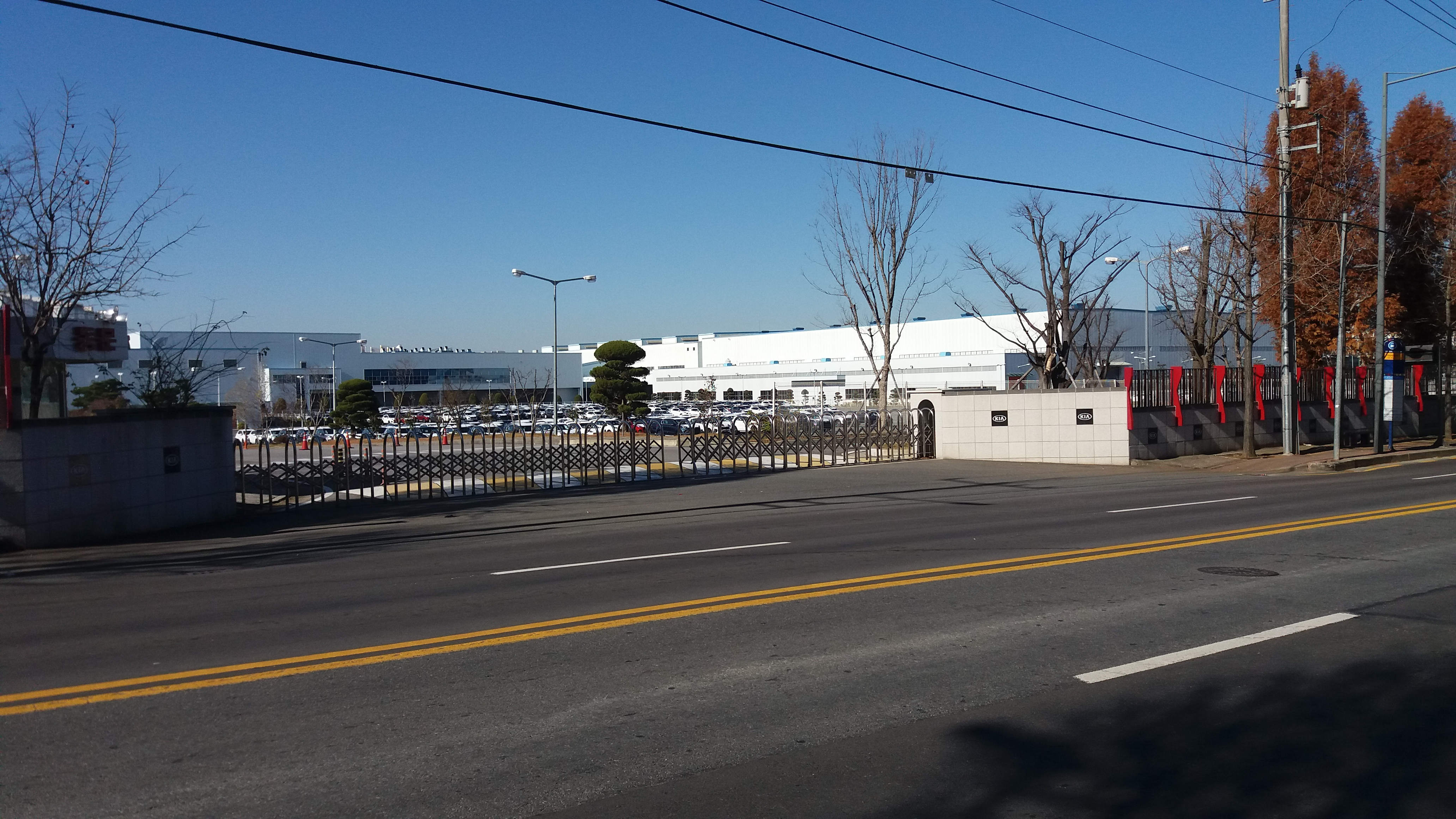
Fábrica de veículos da Kia em Gwangju

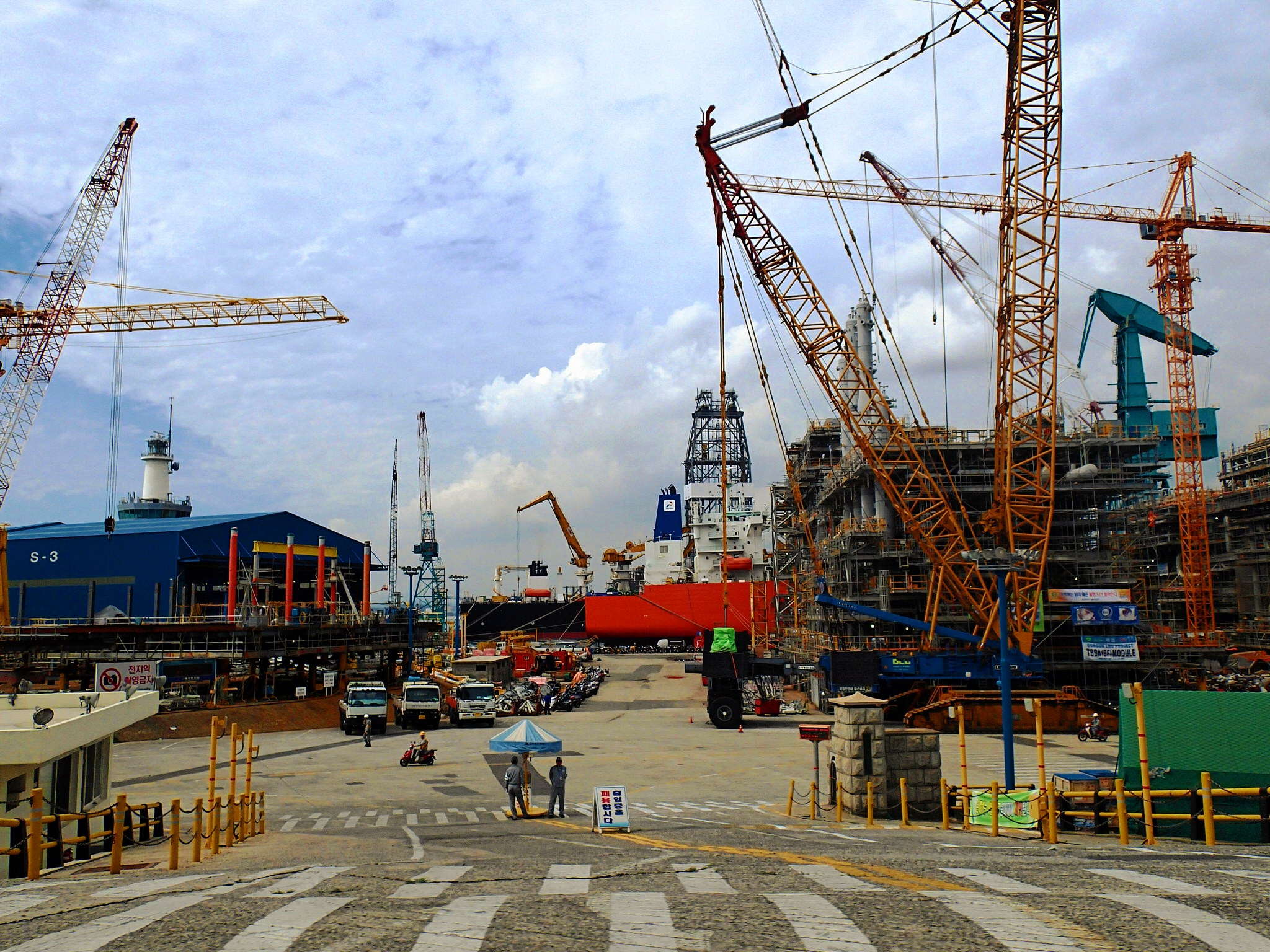
Construção de navios da Hyundai

O Banco Mundial lista os principais países produtores a cada ano, com base no valor total da produção. Pela lista de 2019, a Coreia do Sul tinha a 5ª indústria mais valiosa do mundo (US $ 416,9 bilhões).
Em 2019, a Coreia do Sul era o 7ª maior produtor de veículos do mundo (3,9 milhões) e o 6ª maior produtor de aço (71,4 milhões de toneladas).
Durante as décadas de 1970 e 1980, a Coreia do Sul tornou-se um dos maiores produtores do mundo de navios, incluindo superpetroleiros e plataformas de perfuração de petróleo. O maior construtor naval do país foi a Hyundai, que construiu uma doca seca com capacidade de 1 milhão de toneladas em Ulsan em meados da década de 1970. Daewoo ingressou na indústria de construção naval em 1980 e concluiu uma instalação de 1,2 milhão de toneladas em Okpo, na Ilha Geoje, ao sul de Busan, em meados de 1981. A indústria declinou em meados da década de 1980 por causa do excesso de petróleo e por causa de uma recessão mundial. Houve uma queda acentuada no número de novos pedidos no final da década de 1980; os novos pedidos em 1988 totalizaram 3 milhões de toneladas brutas avaliadas em US $ 1,9 bilhão, uma redução em relação ao ano anterior de 17,8% e 4,4%, respectivamente. Essas quedas foram causadas por distúrbios trabalhistas, a relutância de Seul em fornecer assistência financeira e o novo financiamento de exportação de juros baixos de Tóquio em apoio aos estaleiros japoneses. No entanto, esperava-se que a indústria de navegação sul-coreana se expandisse no início de 1990 porque os navios mais antigos das frotas mundiais precisavam ser substituídos. A Coreia do Sul acabou se tornando o maior construtor naval do mundo em 2008, com uma participação de 50,6% do mercado global. Os maiores construtores navais coreanos são Hyundai Heavy Industries, Samsung Heavy Industries, Daewoo Shipbuilding & Marine Engineering e a agora falida STX Offshore & Shipbuilding.

## Comércio exterior
Em 2020, o país foi o 7º maior exportador do mundo (US $ 542,3 milhões em mercadorias, 2,9% do total mundial). Na soma de bens e serviços exportados, chega a US $ 669,5 bilhões e fica em 8º lugar mundial. Já nas importações, em 2019, foi o 8º maior importador do mundo: US $ 503,2 bilhões.

#### Turismo
Em 2018, a Coreia do Sul foi o 27º país mais visitado do mundo, com 15,3 milhões de turistas internacionais. As receitas do turismo, neste ano, foram de US $ 15,3 bilhões.

## Liderança na tecnologia da informação

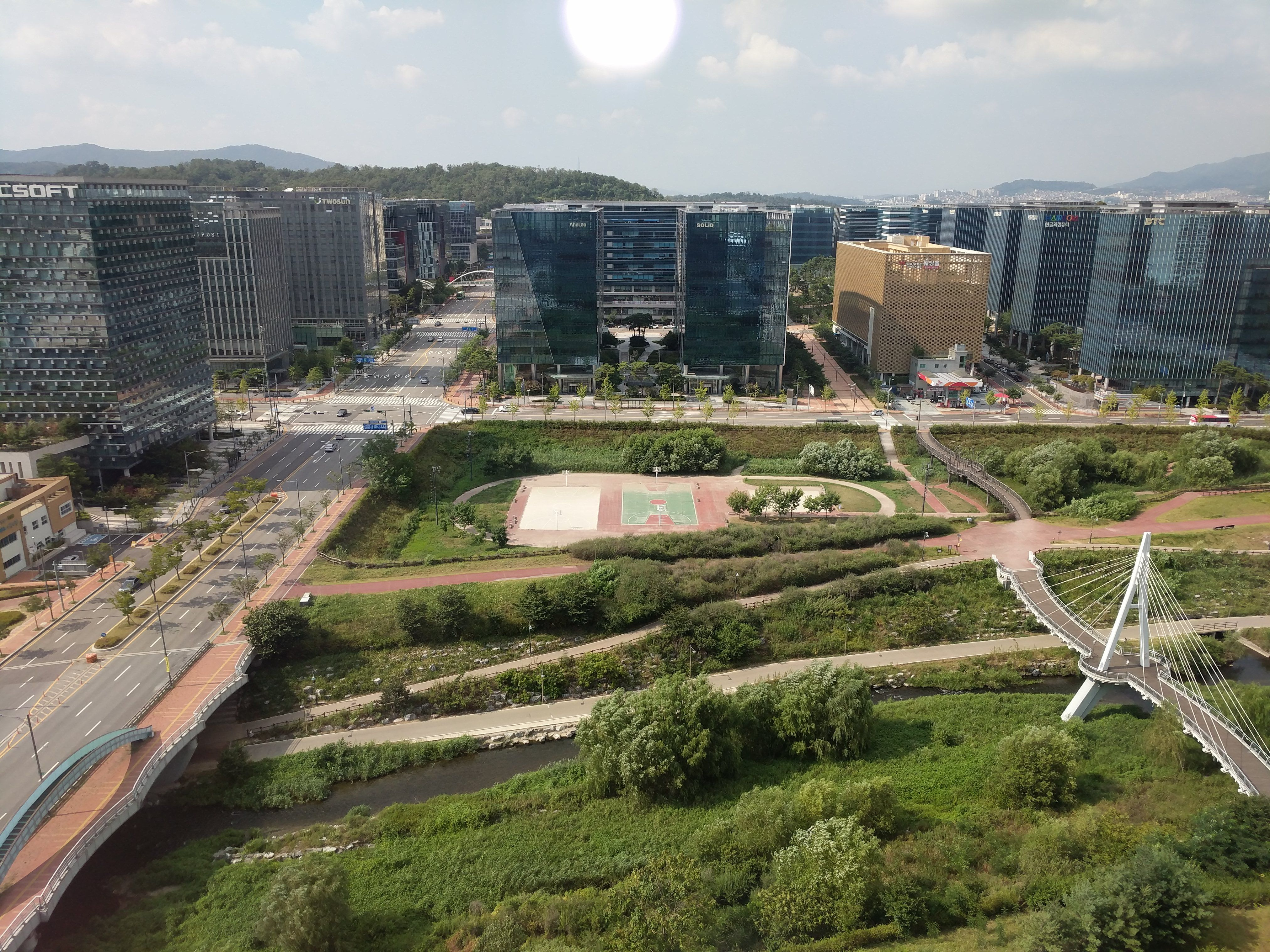
Pangyo Techno Valley em Gyeonggi, considerado o Vale do Silício Sul-Coreano

Entre fins dos anos 1990 e começo do século XXI, a popularidade da tecnologia sul-coreana ultrapassou a do Japão e de Taiwan, passando a dominar internacionalmente o setor de semicondutores e tecnologia da informação. Os gigantes da indústria coreana, Samsung e LG, rapidamente ultrapassaram a Sony como líderes no campo da tecnologia da informação. Os telefones celulares e televisões de tela plana da Coreia do Sul são hoje os mais vendidos do mundo.
Nos últimos anos a economia da Coreia do Sul tem se distanciado do modelo de planificação centralizada e investimentos governamentais diretos, e adotado um modelo mais orientado ao mercado. O país recuperou-se da crise econômica de 1997-98 com ajuda do FMI, e como consequência foi obrigado a adotar uma série de reformas financeiras, restabelecendo a estabilidade do mercado. A reforma econômica instituída pelo presidente Kim Dae-jung ajudou a Coreia do Sul a manter-se como uma das poucas economias dinâmicas e em expansão da Ásia, com taxas de crescimento próximas altas; no entanto, a retração da economia mundial fez com que em 2001 a taxa de crescimento sul-coreana caísse para 3%, recuperando-se em 2002 (6%).
O arroz é a produção agrícola mais importante da Coreia. Na mineração destaca-se o carvão mineral e o volfrâmio. Na Coreia, o potencial hidrelétrico favoreceu o desenvolvimento industrial. Lá também apresenta importante atividade industrial, é o mais forte dos tigres asiáticos.

## Período de Crise e de Pós-Crise Financeira da Coreia

### Primeira provação que a Coreia teve que enfrentar após anos de rápido crescimento econômico
Em 2 anos, a Coreia recuperou a taxa de crescimento anterior e os níveis de preços, uma vez que cerca de 3,5 milhões de pessoas aderiram à campanha para coletar ouro, ajudando o governo a reembolsar o fundo emprestado do FMI (Fundo Monetário Internacional).
A economia mista da Coreia do Sul ocupa a 11.ª posição nominal e 13.ª em volume do PIB a nível mundial, com paridade de poder de compra, identificando-a como uma das principais economias do G-20. É um país desenvolvido com uma economia de alta renda e é o país membro mais industrializado da OCDE (Organização para Cooperação e Desenvolvimento Econômico). Marcas sul-coreanas como LG Electronics e Samsung são internacionalmente famosas e conquistaram a reputação da Coreia do Sul por seus eletrônicos de qualidade e outros produtos manufaturados.
Seu investimento maciço em educação levou o país do analfabetismo em massa a uma grande potência tecnológica internacional. A economia nacional do país se beneficia de uma força de trabalho altamente qualificada e está entre os países mais instruídos do mundo, com uma das maiores porcentagens de cidadãos com um diploma de ensino superior. A economia da Coreia do Sul foi uma das que mais cresceram no mundo desde o início da década de 1960 até ao final da década de 1990 e ainda era um dos países desenvolvidos que mais crescia na década de 2000, juntamente com Hong Kong, Singapura e Taiwan, os outros três tigres asiáticos. Ele registrou o aumento mais rápido do PIB per capita no mundo entre 1980 e 1990. Os sul-coreanos se referem a esse crescimento como o milagre do Rio Han. A economia sul-coreana depende fortemente do comércio internacional e, em 2014, a Coreia do Sul foi o quinto maior exportador e sétimo maior importador do mundo.
Apesar do alto potencial de crescimento da economia sul-coreana e da aparente estabilidade estrutural, o país sofre danos à sua classificação de crédito no mercado de ações devido à beligerância da Coreia do Norte em tempos de profundas crises militares, o que tem um efeito adverso nos mercados financeiros sul-coreanos. O Fundo Monetário Internacional elogia a resiliência da economia sul-coreana contra várias crises econômicas, citando baixa dívida estatal e altas reservas fiscais que podem ser rapidamente mobilizadas para lidar com emergências financeiras. Embora tenha sido gravemente prejudicada pela crise econômica asiática do final dos anos 90, a economia sul-coreana conseguiu uma rápida recuperação e, posteriormente, triplicou seu PIB.
Além disso, a Coreia do Sul foi um dos poucos países desenvolvidos que foram capazes de evitar uma recessão durante a crise financeira global. Sua taxa de crescimento econômico alcançou 6,2% em 2010 (o crescimento mais rápido em oito anos após um crescimento significativo de 7,2% em 2002), uma forte recuperação das taxas de crescimento econômico de 2,3% em 2008 e 0,2% em 2009, quando o mercado global foi atingido pela crise financeira. A taxa de desemprego na Coreia do Sul também permaneceu baixa em 2009, em 3,6%.
A Coreia do Sul tornou-se membro da Organização para Cooperação e Desenvolvimento Econômico (OCDE) em 1996.

## Economia Capitalista de Livre Mercado da Coreia do Sul

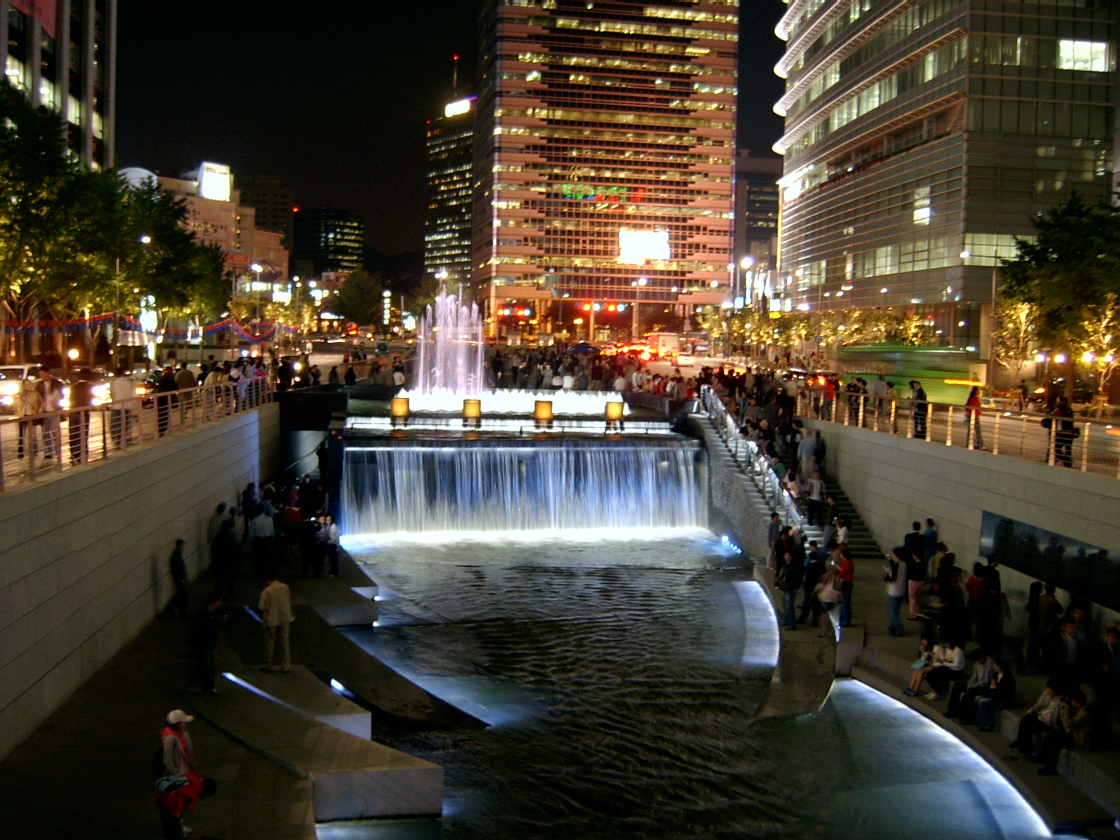
Noite em Seul - Córrego Cheonggyecheon.

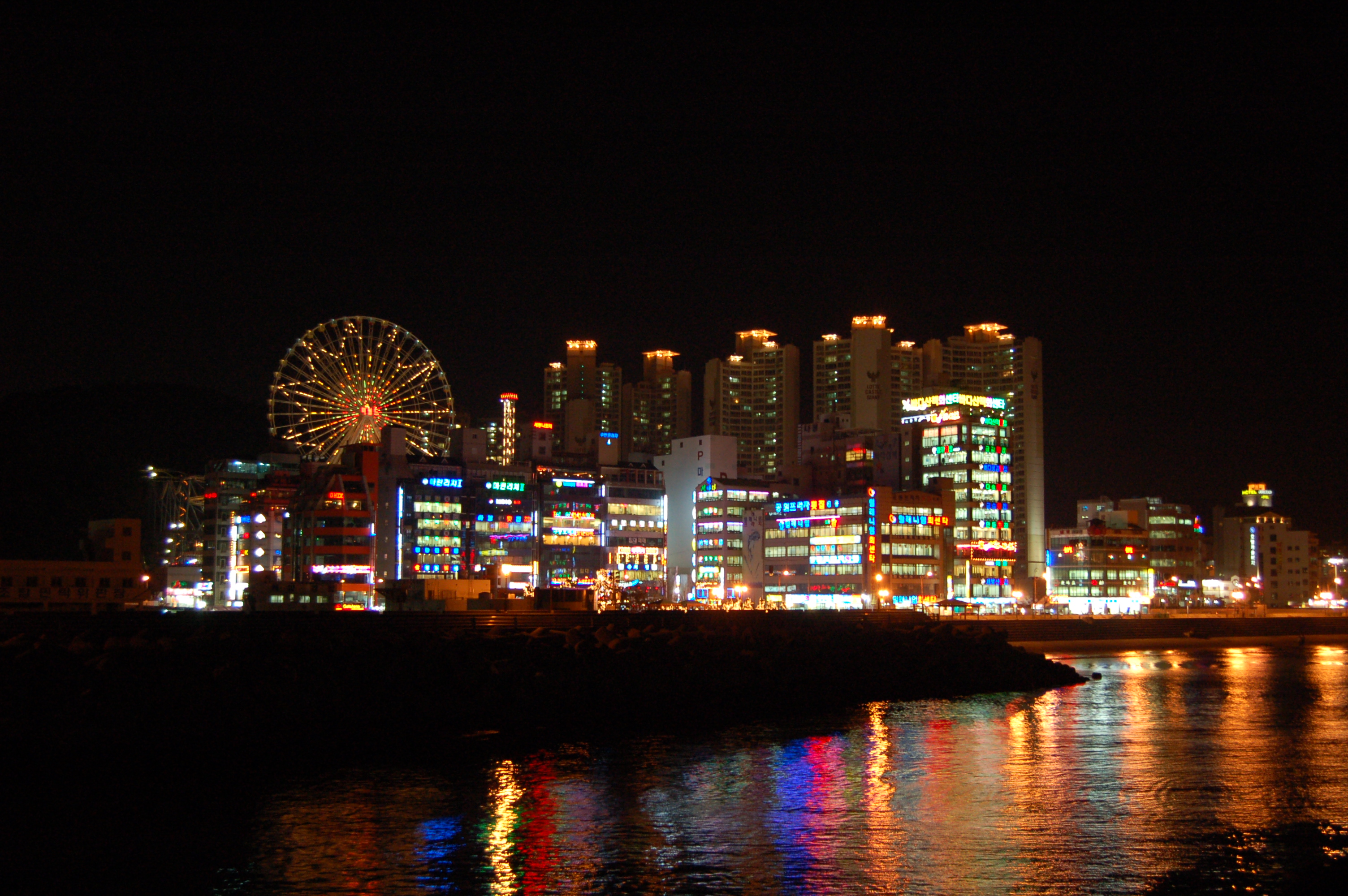
Busan à noite.

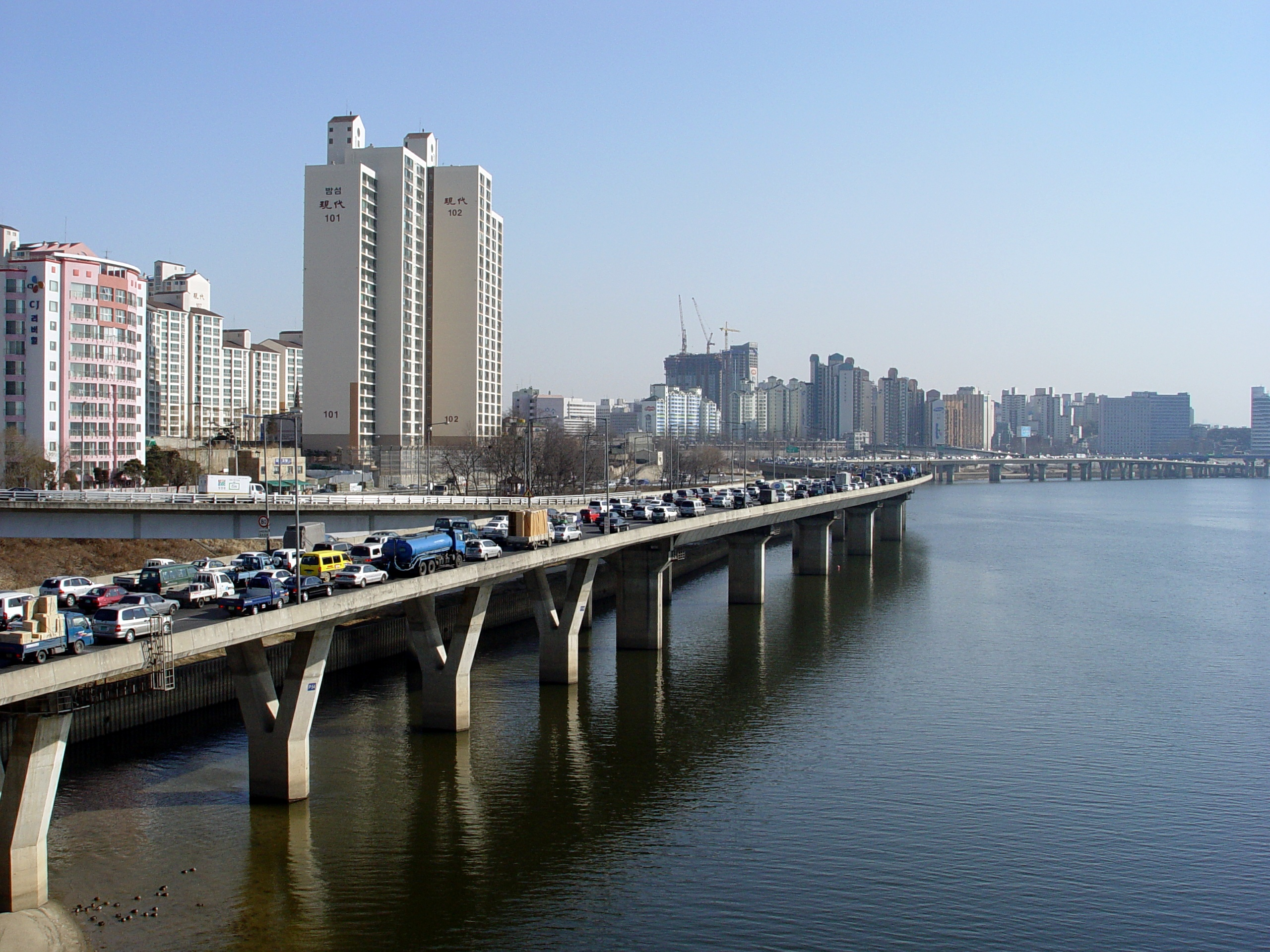
Fila de carros na Ponte Seogang, em Seul.

Uma das coisas mais importantes que ocorreram na Coreia do Sul foi a percepção de que o desenvolvimento econômico é importante, porque traz consigo uma série de benefícios: ele não vem isoladamente, mas está intrinsecamente interligado ao progresso individual, ao êxito material, e a um elevado padrão de qualidade de vida. Portanto, muito trabalho – aliado à liberdade para executá-lo – gera prosperidade em larga escala, que é o melhor método para se combater o atraso, a pobreza e a escassez.

### O que a Coreia do Sul está fazendo ao adotar a economia de livre mercado
• A Coreia abriu mercados na maioria dos setores, incluindo a agricultura.
• Assinou ALCs (Acordos de Livre Comércio) com 52 países e ainda está negociando com outros países para assinar mais ALCs
• Incentivo ao IED (Investimento Estrangeiro Direto) sob a Lei de Promoção de Investimentos Estrangeiros - o governo garante os lucros auferidos por investidores estrangeiros e oferece diversos benefícios (incentivos fiscais, apoio em dinheiro, mitigação de regulamentos relacionados à território).
• O governo continua aprimorando o sistema de prestação de apoio a investidores estrangeiros - mitigou os critérios de apoio em dinheiro para investidores, expandiu o escopo das territórios pertencentes a estados / municípios.
• Para criar um ambiente favorável para o IED, o governo organiza a Semana de Investimento Estrangeiro e fornece serviço de tapete vermelho, que incluí serviços individuais, como estacionamento com manobrista, concierges, planejamento de eventos e mestres de cerimônia profissionais, todos agrupados em um serviço para os clientes.

## Investimento Para Se Tornar Um HUB Logístico Regional

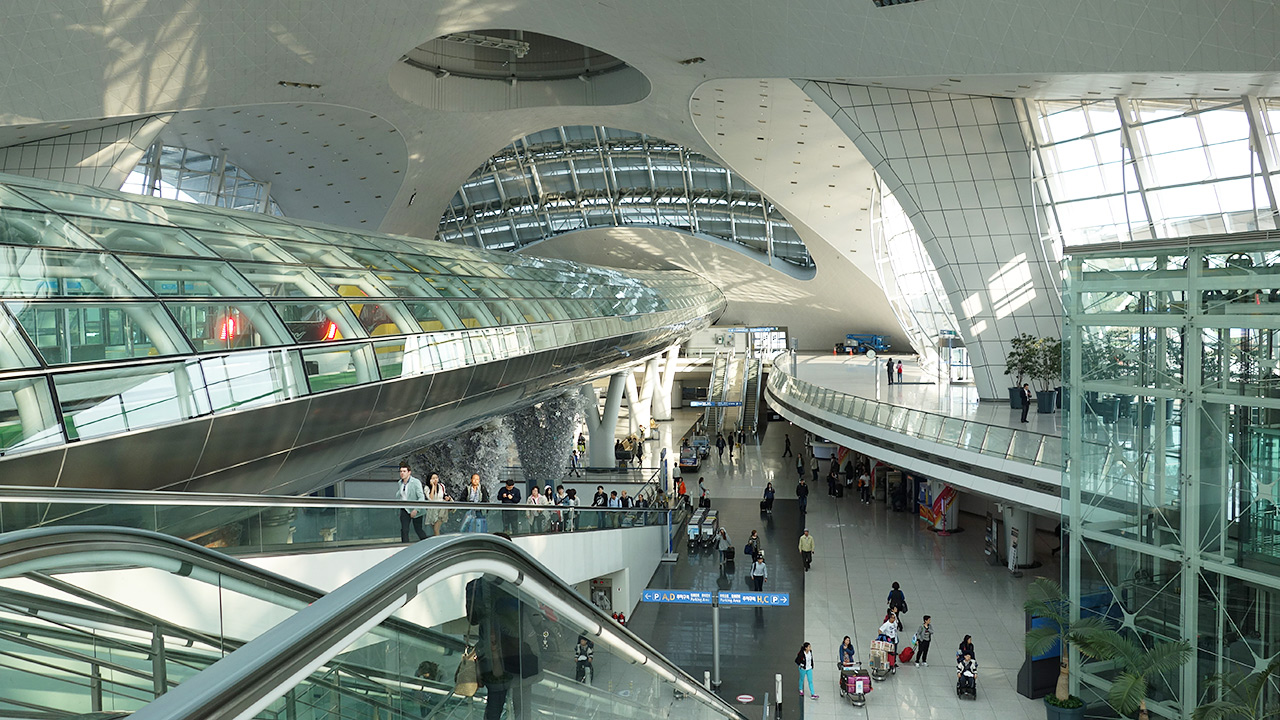
Terminal de Trem do Aeroporto Internacional de Incheon, na Coreia do Sul

A Coreia oferece vantagens aos investidores estrangeiros, com objetivos de longo prazo, de se estabelecer como um principal centro financeiro e base logística do nordeste da Ásia. Ela também está investindo fortemente em automação e sofisticação da carga de exportação/importação instalações de estiva, com o objetivo de aumentar bastante sua competitividade logística.
O país está se esforçando para revigorar sua rede de carga aérea e expandir complexos industriais situados perto de aeroportos. O Aeroporto Internacional está gerando esforços para voltar atrás, registrando 3 milhões de T em remessas de alto valor em 2018. O governo sul-coreano expandiu o terminal de carga do aeroporto de Incheon e treina jovens talentosos para se encarregarem do frete logístico aéreo nas instituições educacionais relevantes.
O Aeroporto Internacional de Incheon ficou em primeiro lugar no ranking mundial por 12 anos consecutivos na avaliação anual de serviços aeroportuários realizados pela CIA (Conselho Internacional de Aeroportos).